# ФК «Десна» в сезоне 2020/2021
Сезон 2020/21 — третий сезон для черниговской «Десны» в украинской Премьер-лиге, в котором команда дебютирует в еврокубках, а также 56-й сезон в истории клуба.

## Перед началом сезона
В предыдущем сезоне «Десна» заняла 4-е место в Премьер-лиге и впервые получила право выступать в Лиге Европы.
6 августа 2020 года клуб объявил о переходе на правах аренды 19-летнего вингера «Шахтёра» и молодёжной сборной Украины Михаила Мудрика. 12 августа был подписан двухлетний контракт с нападающим «Олимпика» Максимом Дегтярёвым, который в первой части предыдущего сезона уже выступал за «Десну» на основании арендного соглашения. 17 сентября состав команды пополнил воспитанник черниговского футбола, правый защитник Павел Полегенько, который в летнее межсезонье прекратил сотрудничество с «Мариуполем». 6 октября состоялся переход 19-летнего греческого полузащитника Георгиоса Эрмеидиса, ранее выступавшего в юношеской команде «Паниониоса».
После окончания сезона истекло действие арендного соглашения с вингером греческой «Янины» Орестом Кузыком. 9 августа в статусе свободного агента «Десну» покинул капитан команды Денис Фаворов, подписавший двухлетний контракт с «Зарёй». По словам игрока, он намеревался продолжить карьеру в Чернигове, но руководство клуба отказалось продлевать с ним контракт. 22 сентября было объявлено о переходе нападающего «Десны» Александра Филиппова в бельгийский «Сент-Трюйден». Сумма трансфера игрока, ставшего по итогам предыдущего сезона вторым в рейтинге лучших бомбардиров чемпионата Украины, составила 1,5 млн евро. По данным СМИ, интерес к Филиппову также проявляли киевское «Динамо», португальский «Риу Аве», испанский «Леганес» и турецкий «Сивасспор».
Перед началом сезона клуб продолжил контракты с Евгением Пастом (на 2 года), Андреем Гитченко (на 1 год), Игорем Литовкой, Максимом Имерековым и Евгением Беличем. Арендное соглашение с защитником «Шахтёра» Ефимом Коноплёй было продлено на 1 год.

## Товарищеские матчи
| 6 августа 2020 Товарищеский матч | Динамо U-21     | 2:2     | Десна                         | Киев                     |
| 17:00 | Исаенко 60′ 78′ | (отчёт) | Калитвинцев 4′ · Филиппов 52′ | Стадион: УТБ ФК «Динамо» |
| Десна: 1 тайм: Литовка, Конопля, Имереков, Ермаков, Западня, Огиря, Фаворов , Калитвинцев, Волков, Хлёбас, Будковский · 2 тайм: Паст, Пинчук, Гитченко , Тамм, Мостовой, Домбровский 75' (Демьяненко 75'), Старенький 75' (Картушов 75'), Арвеладзе, Мудрик, Дегтярёв 75' (Белич 75'), Филиппов |                 |         |                               |                          |

| 10 августа 2020 Товарищеский матч | Диназ                  | 1:4     | Десна                                      | Демидов        |
| 17:00 | Бовтрук 50′ · Бриженко | (отчёт) | Шевцов 59′ (пен.) 65′ 79′ · Будковский 69′ | Стадион: Диназ |
| Десна: Сидоренко 46' (Литовка 46'), Пинчук 46' (Картушов 46'), Гитченко 55' (Западня 55'), Ермаков 71' (Демьяненко 71'), Гуцуляк 55' (Имереков 55'), Мостовой 46' (Мудрик 46'), Арвеладзе 55' (Белич 55'), Старенький 55' (Конопля 55'), Волков 46' (Шевцов 46'), Тотовицкий 55' (Будковский 55'), Дегтярёв |                        |         |                                            |                |

| 11 августа 2020 Товарищеский матч | Динамо       | 1:2     | Десна                     | Киев                     |
| 18:00 | Цыганков 80′ | (отчёт) | Филиппов 32′ · Шевцов 82′ | Стадион: УТБ ФК «Динамо» |
| Десна: Паст 46' (Литовка 46'), Конопля 78' (Старенький 78'), Имереков 78' (Ермаков 78'), Тамм 75' (Гитченко 75'), Западня 46' (Мостовой 46'), Огиря 81' (Шевцов 81'), Домбровский 62' (Арвеладзе 62'), Калитвинцев 62' (Гуцуляк 62'), Картушов 46' (Мудрик 46'), Филиппов 75' (Дегтярёв 75'), Будковский 62' (Тотовицкий 62') |              |         |                           |                          |

| 14 августа 2020 Товарищеский матч | Десна                       | 2:0     | Олимпик | Буча               |
| 17:00 | Мудрик 34′ · Будковский 90′ | (отчёт) |         | Стадион: Юбилейный |
| Десна: Литовка 46' (Паст 46'), Конопля 72' (Старенький 72'), Тамм 72' (Имереков 72'), Ермаков, Западня 68' (Мостовой 68'), Огиря, Гуцуляк 46' (Хлёбас 46') 68' (Шевцов 68'), Арвеладзе 59' (Домбровский 59'), Мудрик 59' (Калитвинцев 59'), Тотовицкий 59' (Картушов 59'), Филиппов 46' (Будковский 46') |                             |         |         |                    |

| 15 августа 2020 Товарищеский матч | Десна                                                  | 4:1     | Шахтёр U-21 |  |
| | Хлёбас 12′ · Мудрик 63′ · Гуцуляк 78′ · Будковский 81′ | (отчёт) |             |  |
| Десна: Паст 46' (Литовка 46'), Пинчук 61' (Старенький 61'), Имереков 85' (Демьяненко 85'), Гитченко, Мостовой 61' (Мудрик 61'), Домбровский 68' (Арвеладзе 68'), Калитвинцев 46' (Гуцуляк 46'), Шевцов 46' (Белич 46') 77' (Филиппов 77'), Волков 46' (Картушов 46'), Хлёбас 61' (Тотовицкий 61'), Дегтярёв 46' (Будковский 46') |                                                        |         |             |  |

| 29 августа 2020 Товарищеский матч | Оболонь | 2:5     | Десна                                           | Буча                                            |
| 17:30 |         | (отчёт) | Гуцуляк · Шевцов · Картушов · Мудрик · Филиппов | Стадион: Учебно-тренировочная база ФК «Оболонь» |
| Десна: Паст 65' (Сидоренко 65'), Полегенько 65' (Старенький 65'), Гитченко 46' (Мостовой 46'), Ермаков 69' (Домбровский 69'), Западня 46' (Имереков 46'), Арвеладзе 65' (Огиря 65'), Гуцуляк 46' (Картушов 46'), Шевцов 65' (Филиппов 65'), Волков 46' (Мудрик 46'), Хлёбас 46' (Будковский 46'), Дегтярёв 46' (Тотовицкий 46') 70' (Калитвинцев 70') |         |         |                                                 |                                                 |

| 4 сентября 2020 Товарищеский матч | Десна | 0:0     | Полесье | Демидов        |
| 17:00 |       | (отчёт) |         | Стадион: Диназ |
| Десна: Паст, Полегенько 46' (Старенький 46'), Гитченко, Имереков 46' (Ермаков 46'), Картушов 70' (Мостовой 70'), Огиря 70' (Домбровский 70'), Гуцуляк 46' (Арвеладзе 46') 70' (Тотовицкий 70'), Хлёбас 46' (Мудрик 46'), Волков 46' (Калитвинцев 46'), Филиппов 46' (Шевцов 46'), Дегтярёв 46' (Будковский 46') |       |         |         |                |

| 5 сентября 2020 Товарищеский матч | Десна                                                         | 5:1     | Шахтёр U-21 |  |
| | Имереков 12′ · Будковский 31′ · Шевцов 60′ 77′ · Филиппов 69′ | (отчёт) |             |  |
| Десна: Литовка 78' (Сидоренко 78'), Полегенько 51' (Старенький 51'), Имереков 46' (Гуцуляк 46'), Ермаков 78' (Волков 78'), Мостовой 71' (Демьяненко 71'), Домбровский 71' (Огиря 71'), Арвеладзе 57' (Шевцов 57'), Калитвинцев 61' (Картушов 61'), Мудрик 61' (Дегтярёв 61'), Тотовицкий 57' (Хлёбас 57'), Будковский 46' (Филиппов 46') |                                                               |         |             |  |

### Зимний перерыв
| 18 января 2021 Товарищеский матч | Динамо U-21   | 1:2     | Десна        | Киев                     |
|                                  | Сухоручко 40′ | (отчёт) | ? 3′ · ? 78′ | Стадион: УТБ ФК «Динамо» |

| 19 января 2021 Товарищеский матч | Десна                                            | 4:2     | Диназ      | Киев                     |
| 14:00                            | Безбородько · Картушов · Тотовицкий · Будковский | (отчёт) | Старенький | Стадион: УТБ ФК «Динамо» |

| 25 января 2021 Товарищеский матч | Десна | 0:1     | Партизан | Анталия |
| 15:00 |       | (отчёт) |          |         |
| Десна: 1 тайм: Паст, Полегенько, Тамм, Имереков, Картушов, Огиря , Домбровский, Калитвинцев, Вакула, Тотовицкий, Будковский 2 тайм: Литовка, Конопля, Гитченко, Ермаков, Мостовой, Билошевский, Арвеладзе, Гуцуляк, Дегтярёв, Шевцов, Безбородько |       |         |          |         |

| 30 января 2021 Товарищеский матч | Десна                                        | 3:1     | Шкендия | Турция |
| | Тотовицкий 30′ · Будковский 41′ · Шевцов 72′ | (отчёт) |         |        |
| Десна: Паст, Конопля 70' (Полегенько 70'), Тамм 70' (Гитченко 70'), Имереков 80' (Ермаков 80'), Мостовой 70' (Дима 70'), Огиря 70' (Домбровский 70'), Билошевский 70' (Безбородько 70'), Гуцуляк 70' (Картушов 70'), Калитвинцев 70' (Дегтярёв 70'), Тотовицкий 70' (Арвеладзе 70'), Будковский 70' (Шевцов 70') |                                              |         |         |        |

| 31 января 2021 Товарищеский матч | Десна | 0:0     | Локомотив | Манавгат |
| 15:00 |       | (отчёт) |           |          |
| Десна: Литовка, Демяненко 46' (Конопля 46'), Гитченко 74' (Имереков 74'), Ермаков, Дима 62' (Мостовой 62'), Картушов 62' (Калитвинцев 62'), Домбровский 62' (Билошевский 62'), Чепурненко 46' (Шевцов 46') 74' (Будковский 74'), Арвеладзе 62' (Тотовицкий 62'), Белич 46' (Волков 46') 74' (Гуцуляк 74'), Безбородько 46' (Дегтярёв 46') |       |         |           |          |

| 3 февраля 2021 Товарищеский матч | Десна                                                  | 4:0     | Агробизнес | Турция |
| | Гуцуляк 33′ · Тамм 41′ · Будковский 43′ · Картушов 76′ | (отчёт) |            |        |
| Десна: Паст, Конопля, Имереков 70' (Полегенько 70'), Тамм, Мостовой 46' (Дима 46'), Огиря 46' (Чепурненко 46'), Билошевский 70' (Арвеладзе 70'), Калитвинцев, Гуцуляк 46' (Картушов 46'), Тотовицкий, Будковский 70' (Дегтярёв 70') |                                                        |         |            |        |

| 4 февраля 2021 Товарищеский матч | Десна                   | 2:0     | Рудар | Турция |
| | Безбородько ? · Белич ? | (отчёт) |       |        |
| Десна: Литовка, Полегенько 70' (Демяненко 70'), Гитченко, Дима 46' (Чепурненко 46'), Мостовой 46' (Огиря 46'), Ермаков 70' (Шостка 70'), Домбровский 70' (Билошевский 70'), Арвеладзе 70' (Белич 70'), Шевцов, Безбородько 70' (Картушов 70'), Дегтярёв 46' (Гуцуляк 46') |                         |         |       |        |

## Сезон
См. также: Чемпионат Украины по футболу 2020/2021, Кубок Украины по футболу 2020/2021, Лига Европы УЕФА 2020/2021
Первым соперником команды в новом чемпионате стала «Заря», которая в предыдущем сезоне вместе с «Десной» и «Динамо» претендовала на серебряные медали, заняв в итоге 3-е место. В связи с карантинными ограничениями матч проходил без зрителей. На 43-й минуте счёт открыл бывший капитан «Десны» Денис Фаворов, перешедший в «Зарю» перед стартом сезона. На 56-й минуте нападающий «Десны» Александр Филиппов реализовал пенальти, заработанный вышедшим на замену Будковским, а через шесть минут Йоонас Тамм ударом головой вывел «северян» вперёд. Точку в матче на 74-й минуте поставил Будковский, завершивший контратаку после передачи Калитвинцева. Благодаря волевой победе над принципиальным соперником наставник «Десны» Александр Рябоконь был признан лучшим тренером тура.
Во втором туре «Десна» встретилась на выезде с «Динамо». В первой половине игры вингеры «северян» Картушов и Калитвинцев создали два опасных момента для Будковского, однако в первом из них нападающий пробил в штангу, во втором — не попал в ворота с пяти метров. В свою очередь, «Динамо» имело ряд голевых шансов в конце первого тайма, когда в течение непродолжительного времени мяч трижды попадал в каркас ворот гостей. После перерыва «Десна» более организованно сыграла в обороне, которую сопернику пройти не удалось, и в конечном итоге матч завершился без забитых мячей.

### Матчи
Победа
 Ничья
 Поражение
Время начала матчей указано украинское (UTC+2, летом — UTC+3)

#### Премьер-лига
| 22 августа 2020 1 тур | Десна | 3:1        | Заря                                     | Чернигов                                                         |
| 17:00 | Филиппов 56′ (пен.) · Тамм 62′ · Будковский 74′ · Калитвинцев 30' · Будковский 49' · Мостовой 59' · Домбровский 74' · Имереков 90' | (протокол) | Фаворов 43′ · Гречкин 76' · Кочергин 90' | Стадион: им. Юрия Гагарина Зрителей: 0 Судья: Дмитрий Бондаренко |
| Десна: Паст, Конопля, Имереков, Гитченко, Тамм, Мостовой, Огиря , Домбровский 90+3' (Ермаков 90+3'), Калитвинцев 88' (Картушов 88'), Тотовицкий 46' (Будковский 46'), Филиппов 88' (Мудрик 88') · Остались в запасе: Литовка, Арвеладзе, Гуцуляк, Старенький, Хлёбас | |            |                                          |                                                                  |

| 11 сентября 2020 2 тур | Динамо         | 0:0        | Десна                                              | Киев                                                 |
| 19:00 | · Забарный 66' | (протокол) | · Калитвинцев 55' · Домбровский 63' · Гитченко 73' | Стадион: Олимпийский Зрителей: 0 Судья: Игорь Пасхал |
| Десна: Паст, Конопля, Гитченко, Тамм, Мостовой, Огиря , Домбровский, Калитвинцев, Картушов 67' (Гуцуляк 67'), Филиппов 67' (Ермаков 67'), Будковский 75' (Тотовицкий 75') · Остались в запасе: Литовка, Западня, Старенький, Хлёбас, Дегтярёв, Шевцов |                |            |                                                    |                                                      |

| 19 сентября 2020 3 тур | Ингулец                                                                                 | 1:1        | Десна                                                                | Кропивницкий                                     |
| 17:00 | Сичинава 57′ · Синегуб 15' · Сичинава 18' · Кучеренко 47' · Щедрый 65' · Крынский 90+3' | (протокол) | Гитченко 49′ · Хлёбас 3' · Огиря 10' · Калитвинцев 35' · Конопля 44' | Стадион: Звезда Зрителей: 766 Судья: Юрий Иванов |
| Десна: Паст, Конопля, Гитченко, Ермаков, Западня 46' (Картушов 46'), Огиря , Калитвинцев, Тотовицкий, Гуцуляк 79' (Шевцов 79'), Хлёбас 46' (Домбровский 46'), Дегтярёв 46' (Будковский 46') · Остались в запасе: Литовка, Полегенько, Тамм, Мостовой, Старенький |                                                                                         |            |                                                                      |                                                  |

| 27 сентября 2020 4 тур | Десна | 3:1        | Рух                                                              | Чернигов                                                     |
| 19:30 | Тотовицкий 13′ (пен.) · Дегтярёв 45′ · Будковский 71′ · Мостовой 9' · Ермаков 45+1' · Будковский 77' · Конопля 87' | (протокол) | Климчук 30′ · Кухарук 2' · Глига 13' · Кухаревич 27' · Мысык 70' | Стадион: им. Юрия Гагарина Зрителей: 597 Судья: Денис Шурман |
| Десна: Паст, Конопля, Ермаков, Тамм, Мостовой 90+1' (Полегенько 90+1'), Огиря , Домбровский, Гуцуляк 90+1' (Шевцов 90+1'), Мудрик 60' (Калитвинцев 60'), Тотовицкий 89' (Старенький 89'), Дегтярёв 60' (Будковский 60') · Остались в запасе: Литовка, Имереков, Западня, Хлёбас | |            |                                                                  |                                                              |

| 4 октября 2020 5 тур | Десна                                                       | 2:2        | Шахтёр                                         | Чернигов                                                       |
| 17:00 | Мостовой 17′ · Тотовицкий 26′ · Гуцуляк 83' · Литовка 90+3' | (протокол) | Коваленко 4′ · Дентиньо 79′ · Степаненко 90+3' | Стадион: им. Юрия Гагарина Зрителей: 1 300 Судья: Игорь Пасхал |
| Десна: Литовка, Полегенько, Ермаков, Тамм, Мостовой, Огиря , Домбровский, Калитвинцев 86' (Старенький 86'), Гуцуляк 90+2' (Западня 90+2'), Тотовицкий, Будковский 81' (Дегтярёв 81') · Остались в запасе: Сидоренко, Белич, Картушов, Демьяненко, Шевцов |                                                             |            |                                                |                                                                |

| 18 октября 2020 6 тур | Днепр-1                                                       | 2:0        | Десна                         | Днепр                                                     |
| 19:30 | Назаренко 2′ · Довбик 50′ (пен.) · Адамюк 44' · Игнатенко 77' | (протокол) | · Мостовой 31' · Картушов 61' | Стадион: Днепр-Арена Зрителей: 0 Судья: Екатерина Монзуль |
| Десна: Паст, Конопля, Гитченко, Имереков, Мостовой, Огиря 77' (Хлёбас 77'), Домбровский, Калитвинцев, Мудрик 60' (Картушов 60'), Тотовицкий 77' (Шевцов 77'), Дегтярёв 60' (Арвеладзе 60') · Остались в запасе: Литовка, Ермаков, Старенький |                                                               |            |                               |                                                           |

| 24 октября 2020 7 тур | Олимпик                  | 0:2        | Десна                                                                      | Киев                                                                       |
| 17:00 | · Бенито 26' · Шахаб 61' | (протокол) | Шевцов 24′ · Тотовицкий 37′ · Имереков 30' · Гитченко 48' · Тотовицкий 79' | Стадион: «Динамо» им. Валерия Лобановского Зрителей: 0 Судья: Денис Шурман |
| Десна: Паст, Конопля, Гитченко, Имереков, Мостовой, Огиря , Арвеладзе 82' (Ермаков 82'), Калитвинцев 89' (Гуцуляк 89'), Мудрик 68' (Картушов 68'), Тотовицкий 82' (Дегтярёв 82'), Шевцов 68' (Домбровский 68') · Остались в запасе: Литовка, Тамм, Западня, Хлёбас |                          |            |                                                                            |                                                                            |

| 31 октября 2020 8 тур | Александрия                                                                     | 2:2        | Десна                                                                                               | Александрия                                    |
| 17:00 | Банада 72′ · Ситало 82′ · Мышенко 44' · Третьяков 50' · Пашаев 70' · Ситало 83' | (протокол) | Тотовицкий 40′ (пен.) · Будковский 84′ · Мостовой 25' · Гитченко 28' · Огиря 34' · Имереков 65' 89' | Стадион: Ника Зрителей: 0 Судья: Ярослав Козык |
| Десна: Паст, Конопля, Гитченко, Имереков, Мостовой, Огиря , Арвеладзе 78' (Будковский 78'), Калитвинцев 78' (Гуцуляк 78'), Мудрик 68' (Картушов 68'), Тотовицкий 86' (Хлёбас 86'), Шевцов 68' (Домбровский 68') · Остались в запасе: Литовка, Тамм, Ермаков, Дегтярёв |                                                                                 |            | |                                                |

| 7 ноября 2020 9 тур | Десна                                    | 1:0        | Минай                            | Киев                                                      |
| 19:30 | Будковский 80′ · Мудрик 16' · Паст 90+4' | (протокол) | Нуриев · Шиндер 53' · Маембе 87' | Стадион: Оболонь-Арена Зрителей: 0 Судья: Роман Блавацкий |
| Десна: Паст, Конопля, Гитченко, Тамм, Картушов, Огиря , Арвеладзе 46' (Домбровский 46'), Калитвинцев 88' (Ермаков 88'), Мудрик 71' (Гуцуляк 71'), Хлёбас 46' (Тотовицкий 46'), Будковский 88' (Дегтярёв 88') · Остались в запасе: Литовка, Западня, Волков, Шевцов |                                          |            |                                  |                                                           |

| 22 ноября 2020 10 тур | Десна       | 0:1        | Львов                                                   | Чернигов                                                   |
| 17:00 | · Огиря 31' | (протокол) | Грисьо 21′ · Казлаускас 19' · Захаркив 31' · Сабино 34' | Стадион: им. Юрия Гагарина Зрителей: 0 Судья: Сергей Бойко |
| Десна: Паст, Полегенько 68' (Мудрик 68'), Гитченко, Имереков, Мостовой, Огиря , Гуцуляк, Тотовицкий 56' (Арвеладзе 56'), Картушов 81' (Шевцов 81'), Хлёбас 68' (Дегтярёв 68'), Будковский · Остались в запасе: Литовка, Ермаков, Домбровский, Старенький, Волков |             |            |                                                         |                                                            |

| 29 ноября 2020 11 тур | Колос                                           | 1:1        | Десна                                                                                | Ковалёвка                                         |
| 17:00 | Лысенко 12′ (пен.) · Смирный 24' · Богданов 67' | (протокол) | Будковский 27′ (пен.) · Конопля 67' · Мостовой 88' · Тамм 90+4' · Имереков 56' 90+5' | Стадион: Колос Зрителей: 0 Судья: Виталий Романов |
| Десна: Паст, Конопля, Имереков, Тамм, Мостовой, Огиря , Домбровский, Гуцуляк 85' (Дегтярёв 85'), Арвеладзе 90+4' (Старенький 90+4'), Мудрик 90+4' (Шевцов 90+4'), Будковский · Остались в запасе: Литовка, Полегенько, Ермаков, Гитченко, Волков, Хлёбас |                                                 |            |                                                                                      |                                                   |

| 6 декабря 2020 12 тур | Десна                                          | 1:0        | Ворскла                           | Чернигов                                                        |
| 17:00 | Дегтярёв 90+4′ · Ермаков 30' · Калитвинцев 74' | (протокол) | · Яворский 80' · Степанюк 19' 84' | Стадион: им. Юрия Гагарина Зрителей: 0 Судья: Екатерина Монзуль |
| Десна: Паст, Конопля, Тамм, Гитченко, Ермаков 83' (Гуцуляк 83'), Мостовой 90+2' (Волков 90+2'), Огиря , Арвеладзе 73' (Домбровский 73'), Калитвинцев 90+2' (Дегтярёв 90+2'), Мудрик 73' (Картушов 73'), Будковский · Остались в запасе: Литовка, Полегенько, Старенький, Хлёбас |                                                |            |                                   |                                                                 |

| 13 декабря 2020 13 тур | Десна                                                        | 2:0        | Мариуполь                                  | Киев                                                     |
| 17:00 | Картушов 50′ · Хлёбас 56′ · Домбровский 77' · Картушов 90+2' | (протокол) | · Чоботенко 75' · Бондаренко 79' · Чех 84' | Стадион: Олимпийский Зрителей: 0 Судья: Александр Шандор |
| Десна: Паст, Полегенько, Имереков, Тамм, Конопля, Огиря , Домбровский 90+1' (Ермаков 90+1'), Гуцуляк 87' (Старенький 87'), Мудрик 46' (Картушов 46'), Хлёбас 74' (Арвеладзе 74'), Дегтярёв 46' (Будковский 46') · Остались в запасе: Литовка, Гитченко, Мостовой, Волков |                                                              |            |                                            |                                                          |

| 13 февраля 2021 14 тур | Заря                                              | 2:1        | Десна                                                                                          | Запорожье                                                  |
| 14:00 | Гладкий 18′ 61′ · Абу Ханна 45+1' · Иванисеня 81' | (протокол) | Тотовицкий 21′ · Имереков 51' · Огиря 64' · Конопля 77' · Будковский 90+2' · Калитвинцев 90+2' | Стадион: Славутич-Арена Зрителей: 0 Судья: Анатолий Абдула |
| Десна: Паст, Конопля 78' (Гитченко 78'), Имереков 86' (Арвеладзе 86'), Тамм, Мостовой 78' (Дегтярёв 78'), Огиря , Билошевский 66' (Картушов 66'), Калитвинцев, Гуцуляк 66' (Домбровский 66'), Тотовицкий, Будковский · Остались в запасе: Литовка, Полегенько, Ермаков, Шевцов |                                                   |            |                                                                                                |                                                            |

| 21 февраля 2021 15 тур | Десна                                                                            | 1:1        | Динамо                                                                              | Киев                                                                           |
| 19:30 | Будковский 53′ · Ермаков 9' · Имереков 57' · Арвеладзе 69' · Безбородько 84' 86' | (протокол) | Цыганков 90+2′ (пен.) · Беседин 45+1' · Родригеш 69' · Цыганков 80' · Миколенко 89' | Стадион: «Динамо» им. Валерия Лобановского Зрителей: 2 983 Судья: Игорь Пасхал |
| Десна: Паст, Полегенько, Имереков, Тамм, Мостовой, Ермаков, Арвеладзе 70' (Гитченко 70'), Калитвинцев 82' (Картушов 82'), Гуцуляк 82' (Безбородько 82'), Тотовицкий , Будковский 90+4' (Чепурненко 90+4') · Остались в запасе: Литовка, Дима, Сухоцкий, Демяненко, Дегтярёв |                                                                                  |            |                                                                                     |                                                                                |

| 26 февраля 2021 16 тур | Десна                                       | 3:0        | Ингулец | Киев                                                                             |
| 19:00 | Тотовицкий 34′ · Гитченко 57′ · Ермаков 84′ | (протокол) |         | Стадион: «Динамо» им. Валерия Лобановского Зрителей: 350 Судья: Андрей Коваленко |
| Десна: Паст, Конопля, Гитченко, Тамм, Мостовой 90' (Сухоцкий 90'), Огиря 90+2' (Демяненко 90+2'), Билошевский 70' (Ермаков 70'), Гуцуляк, Картушов, Тотовицкий 90' (Чепурненко 90'), Будковский 90' (Дима 90') · Остались в запасе: Литовка, Полегенько, Арвеладзе, Дегтярёв |                                             |            |         |                                                                                  |

| 8 марта 2021 17 тур | Десна                                                                                               | 4:0        | Рух                                        | Львов                                              |
| 14:00 | Чепурненко 21′ · Картушов 43′ · Будковский 62′ (пен.) · Гуцуляк 65′ · Будковский 12' · Мостовой 78' | (протокол) | · Кондраков 36' · Глига 40' · Федорчук 85' | Стадион: Скиф Зрителей: 980 Судья: Виталий Романов |
| Десна: Паст, Конопля 86' (Полегенько 86'), Гитченко, Тамм, Мостовой, Огиря , Чепурненко 75' (Ермаков 75'), Гуцуляк 82' (Сухоцкий 82'), Картушов 75' (Калитвинцев 75'), Тотовицкий, Будковский 82' (Дегтярёв 82') · Остались в запасе: Литовка, Имереков, Арвеладзе, Безбородько | |            |                                            |                                                    |

#### Кубок Украины
| 30 сентября 2020 1/16 финала | Десна                        | 2:1        | Рух                                                                                     | Чернигов                                                           |
| 17:00 | Дегтярёв 75′ 81′ · Огиря 40' | (протокол) | Тамм 59′ (авт.) · Русин 45' · Кухарук 45+1' · Заставный 55' · Эрнест 78' · Калюжный 85' | Стадион: им. Юрия Гагарина Зрителей: 1 250 Судья: Андрей Коваленко |
| Десна: Литовка, Конопля, Ермаков, Тамм 74' (Дегтярёв 74'), Западня 65' (Мостовой 65'), Огиря , Домбровский, Калитвинцев, Мудрик 65' (Гуцуляк 65'), Шевцов 46' (Тотовицкий 46'), Будковский 83' (Имереков 83') · Остались в запасе: Сидоренко, Полегенько, Белич, Старенький |                              |            |                                                                                         |                                                                    |

| 16 декабря 2020 1/8 финала | Десна                                      | 0:1        | Заря                                                            | Киев                                                                       |
| 14:00 | · Конопля 53' · Паст 88' · Гуцуляк 88' 89' | (протокол) | Юрченко 16′ (пен.) · Юрченко 58' · Шевченко 81' · Абу Ханна 88' | Стадион: «Динамо» им. Валерия Лобановского Зрителей: 0 Судья: Денис Шурман |
| Десна: Паст, Конопля, Имереков, Гитченко, Тамм 73' (Арвеладзе 73'), Мостовой 73' (Хлёбас 73'), Огиря , Домбровский 73' (Гуцуляк 73'), Калитвинцев, Картушов 83' (Дегтярёв 83'), Будковский · Остались в запасе: Литовка, Полегенько, Ермаков, Старенький, Мудрик |                                            |            |                                                                 |                                                                            |

#### Лига Европы
| 24 сентября 2020 3 кв. раунд | Вольфсбург                               | 2:0        | Десна                                                     | Вольфсбург                                            |
| 21:15 | Гилавоги 15′ · Гинчек 90+2′ · Мармуш 50' | (протокол) | · Тамм 57' 60' · Конопля 66' · Огиря 70' · Тотовицкий 88' | Стадион: АОК Штадион Зрителей: 0 Судья: Лоренс Виссер |
| Десна: Паст, Конопля, Гитченко, Тамм, Мостовой, Огиря , Домбровский 65' (Ермаков 65'), Калитвинцев, Картушов 46' (Гуцуляк 46'), Тотовицкий, Будковский 84' (Шевцов 84') · Остались в запасе: Литовка, Полегенько, Старенький, Хлёбас |                                          |            |                                                           |                                                       |

### График движения команды в таблице чемпионата по турам
| 4 |

| 3 |

| 6 |

| 4 |

| 5 |

| 7 |

| 4 |

| 4 |

| 4 |

| 4 |

| 4 |

| 3 |

| 3 |

| Премьер-лига | Место в таблице |

| Премьер-лига | Место в таблице |

## Трансферы

### Пришли в клуб
| Дата                            | Поз. | Футболист          | Из клуба            | Сумма           | Условия              |
| ------------------------------- | ---- | ------------------ | ------------------- | --------------- | -------------------- |
| Летнее трансферное окно (2020)  |      |                    |                     |                 |                      |
| 6 августа 2020                  | ПЗ   | Михаил Мудрик      | Шахтёр              | не разглашается | аренда на 1 год      |
| 12 августа 2020                 | Нап  | Максим Дегтярёв    | Олимпик             | бесплатно       | контракт на 2 года   |
| 17 сентября 2020                | Защ  | Павел Полегенько   | Мариуполь           | бесплатно       |                      |
| 6 октября 2020                  | ПЗ   | Георгиос Эрмеидис  | Паниониос           | бесплатно       |                      |
| Зимннее трансферное окно (2021) |      |                    |                     |                 |                      |
| 13 января 2021                  | ПЗ   | Владислав Вакула   | Шахтёр              | не разглашается | аренда на полгода    |
| 16 января 2021                  | Нап  | Денис Безбородько  | Александрия         | свободный агент | контракт на 1,5 года |
| 23 января 2021                  | ПЗ   | Богдан Билошевский | Динамо              | не разглашается | аренда на 1 год      |
| 29 января 2021                  | Защ  | Константин Дима    | Астра               | €100 тыс.       | контракт на 3,5 года |
| 19 февряля 2021                 | ПЗ   | Евгений Чепурненко | Диназ               | бесплатно       |                      |
| 19 февряля 2021                 | Защ  | Артём Сухоцкий     | Слован (Братислава) |                 |                      |

### Ушли из клуба
| Дата                           | Поз. | Футболист          | В клуб         | Сумма              |
| ------------------------------ | ---- | ------------------ | -------------- | ------------------ |
| Летнее трансферное окно (2020) |      |                    |                |                    |
| 31 июля 2020                   | ПЗ   | Орест Кузык        | Янина          | вернулся из аренды |
| 9 августа 2020                 | Защ  | Денис Фаворов      | Заря           | бесплатно          |
| 22 сентября 2020               | Нап  | Александр Филиппов | Сент-Трюйден   | €1,5 млн           |
| Зимнее трансферное окно (2021) |      |                    |                |                    |
| 4 января 2021                  | Защ  | Артур Западня      | Металлист 1925 |                    |
| 8 января 2021                  | ПЗ   | Михаил Мудрик      | Шахтёр         | вернулся из аренды |
| 8 января 2021                  | Нап  | Дмитрий Хлёбас     | Колос          | бесплатно          |
| 11 января 2021                 | ПЗ   | Сергей Старенький  | Диназ          | бесплатно          |
| 30 января 2021                 | ПЗ   | Владислав Вакула   | Шахтёр         | вернулся из аренды |

### Отправлены в аренду
| Начало аренды                  | Окончание аренды | Поз. | Футболист     | В клуб  |
| ------------------------------ | ---------------- | ---- | ------------- | ------- |
| Зимнее трансферное окно (2021) |                  |      |               |         |
| 11 февраля 2021                |                  | ПЗ   | Андрей Слотюк | Металл  |
| 20 февраля 2021                | 30 июня 2021     | ПЗ   | Евгений Белич | Диназ   |
| 2 марта 2021                   | 30 июня 2021     | Нап  | Илья Шевцов   | Ингулец |